# 馬里波薩鎮區 (愛荷華州傑斯帕縣)
馬里波薩鎮區（英語：Mariposa Township）是位於美國愛荷華州傑斯帕縣的一個行政鎮區。

## 地方資料
根據2010年美國人口普查的數據，馬里波薩鎮區的面積為92.80平方千米，當中陸地面積為92.59平方千米，而水域面積為0.21平方千米。當地共有人口252人，而人口密度為每平方千米2.72人。